# Бельзицман, Здзислав
Зджислав Бельзицман (пол. Zdzisław Belsitzman, ок. 1890 — между 1920 и 1923) — польский шахматист еврейского происхождения. Один из сильнейших варшавских шахматистов конца 1910-х гг.

## Биография
Впервые обратил на себя внимание в январе 1913 г., когда в сеансе одновременной игры победил мастера Е. А. Зноско-Боровского. В том же году свел вничью матч с С. Ланглебеном за право участвовать во всероссийском турнире любителей, но отказался от поездки на соревнование в Петербург.
Выступал в местных соревнованиях. Был постоянным партнером Я. Клечиньского.
Также активно играл по переписке и занимался шахматной композицией.
Наивысшего успеха Бельзицман добился осенью 1919 г., когда победил в турнире варшавских шахматистов, обойдя мастеров А. К. Рубинштейна, А. Д. Флямберга и Д. Пшепюрку. За эту победу он получил приз Польской шахматной ассоциации в размере 800 марок. Также его пригласили возглавить отдел практической игры журнала «Szachista Polski».
Дата и место смерти Бельзицмана точно неизвестны. Долгое время считалось, что он погиб на фронте во время Советско-Польской войны. Однако этой версии противоречит заметка Д. Пшепюрки, опубликованная в марте 1923 г. в журнале «Tygodnik Ilustrowany». Пшепюрка сообщает, что «недавно в Варшаве умер З. Бельзицман». Противники версии Пшепюрки в качестве контраргумента приводят тот факт, что после победы в турнире 1919 г. Бельзицман вообще не участвовал в соревнованиях, а слово «недавно» можно, по их мнению, понимать по-разному.
Широкому кругу любителей шахмат Бельзицман известен, в первую очередь, по партии, которую он в 1917 г. проиграл А. К. Рубинштейну.

## Спортивные результаты
| Год         | Город   | Соревнование                  | + | − | = | Результат | Место |
| ----------- | ------- | ----------------------------- | - | - | - | --------- | ----- |
| 1913        | Варшава | Матч с С. Ланглебеном         | 1 | 1 | 2 | 2 : 2     |       |
| 1916 / 1917 | Варшава | Турнир варшавских шахматистов |   |   |   |           | 4—5   |
| 1917        | Варшава | Турнир варшавских шахматистов |   |   |   |           | 3—4   |
| 1919        | Варшава | Турнир варшавских шахматистов |   |   |   | 11 из 14  | 1     |